# Поречье (Калязинский район)
Поречье — деревня в Калязинском районе Тверской области. Входит в состав Нерльского сельского поселения.

## Географическое положение

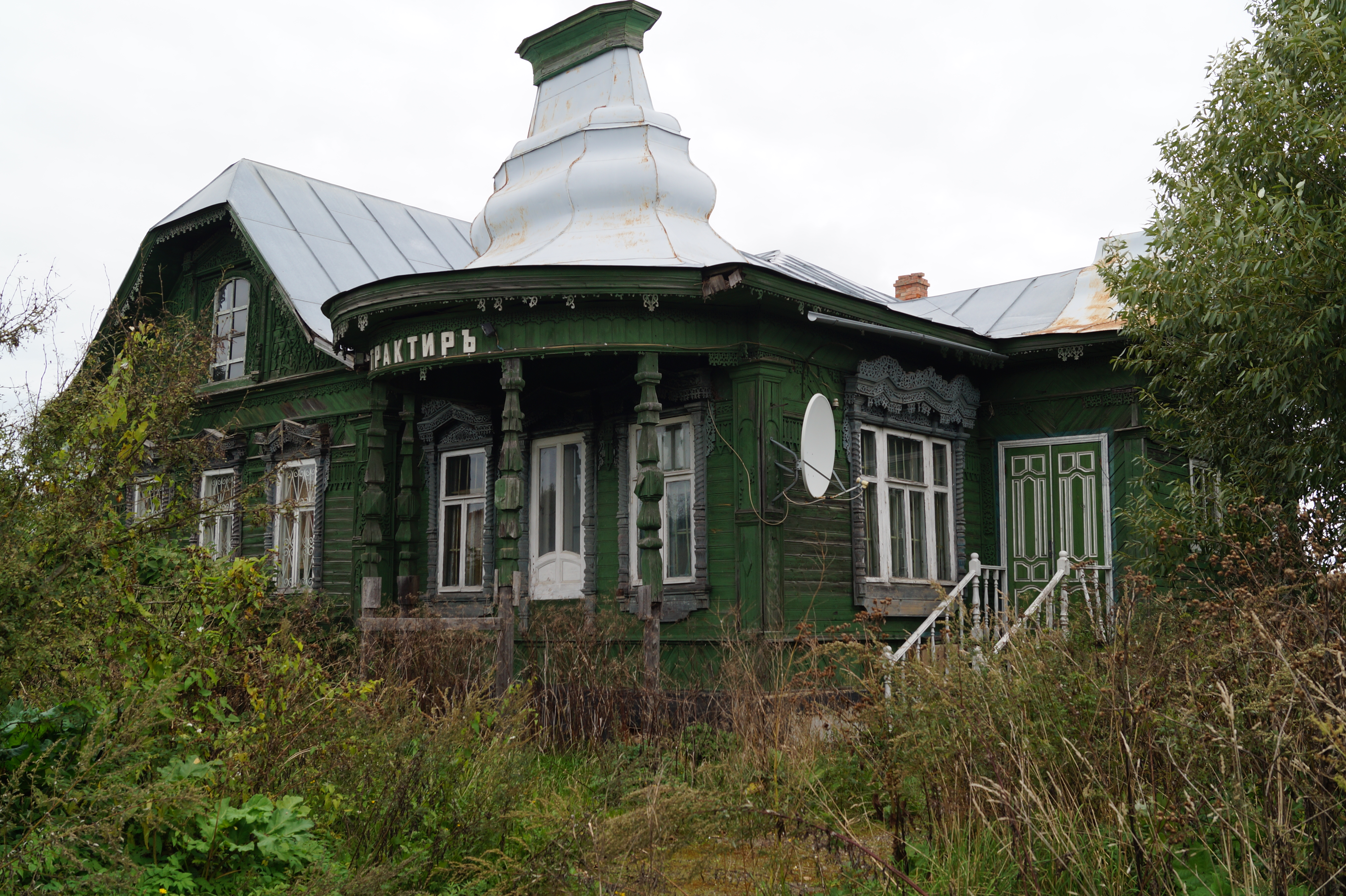
Усадьба Виноградовых

Деревня расположена на берегу реки Нерль в 7 км на северо-запад от центра поселения села Нерль и в 16 км на юг от райцентра города Калязина.

## История
В Списке Дмитровской Писцовой книги 1627-29 годов в селе Поречье упоминается церковь Рождества Пречистой Богородицы..
Несколько веков этот населённый пункт назывался селом, был центром Поречской волости. В конце XVIII века братья Виноградовы на свои средства перестроили в камне центральный храм, Церковь Рождества Пресвятой Богородицы. В Поречье есть несколько улиц, оно расположено на южном берегу реки Нерль, впадающей приблизительно в 20 километрах вместе с рекой Волнушкой в Волгу.
В конце XIX, начале XX века в Поречье работала сапоговаляльная фабрика Виноградовых, принадлежащая Торговому дому «И. Т. Виноградов с сыновьями». Число рабочих на фабрике менялось год от года, В 1909 году количество работников на фабрике Виноградовых было 214, в 1912 г. - 62 человека, в 1916 — 31 человек. При 90 рабочих годовое производство составляло до 45 тыс. пар валенок. При установлении советской власти фабрика была передана местным властям.
До 1972 года переправой через реку служил паром, а в 1972 году мостоотрядом № 19 было закончено строительство моста через реку Нерль и сообщение с районным центром городом Калязин стало постоянным. В советское время в Поречье в бывшем доме Якова Ивановича Виноградова находилось правление колхоза «Заря Коммунизма», который более 20 лет возглавляла Чижова Вера Ивановна.
Деревня Поречье пользуется популярностью благодаря своему географическому положению и своей инфраструктуре у гостей этого населённого пункта. Это одно из любимых мест рыбаков и грибников, туристов, любителей природы и активного отдыха. Одной из достопримечательностей Поречья являются деревянные дома с резными украшениями Якова и Афанасия Виноградовых, которые видно с трассы Р-104, напротив торговой площади.

## Население
| 1859 | 1888 | 1897 | 2002 | 2008 | 2010 |
| ---- | ---- | ---- | ---- | ---- | ---- |
| 434  | ↗601 | ↗711 | ↘272 | ↘236 | ↘197 |

## Инфраструктура
В деревне есть медпункт, почта, магазины, пекарня, действующая церковь. 